# Кынгылат
Кынгылат (в верховье — Елле-Кынгылат) — река в России, протекает в Томской области. Устье реки находится в 286 км по левому берегу реки Нюролька. Длина реки составляет 95 км. Приток — Ай-Кынгылат.

## Данные водного реестра
По данным государственного водного реестра России относится к Верхнеобскому бассейновому округу, водохозяйственный участок реки — Васюган, речной подбассейн реки — Васюган. Речной бассейн реки — (Верхняя) Обь до впадения Иртыша.